# Gabriel Iglesias
Gabriel Iglesias, ps. Fluffy (ur. 15 czerwca 1976 w San Diego) – amerykański komik i aktor pochodzenia meksykańskiego. W 2018 roku jego przychód osiągnął 20,5 mln USD, stając się wówczas jednym z najlepiej zarabiających komików na świecie.

## Życiorys
Pracował jako sprzedawca telefonów komórkowych, z czasem jednak zainteresował się komedią. W latach 90. wziął udział w serialu All That, emitowanego na Nickelodeon. Prowadził programy Fluffy Breaks Even oraz Mr. Iglesias, użyczył także swojego głosu w produkcjach El Americano: The Movie, Family Guy, The Emperor’s New School i The Nut Job.